# Denise Winter
Denise Winter (* 1983 in Berlin) ist eine deutsche Künstlerin.

## Werdegang
Denise Winter studierte von 2003 bis 2009 Freie Kunst an der Hochschule für Bildende Künste Dresden in der Klasse von Monika Brandmeier, deren Meisterschülerin sie auch von 2009 bis 2011 war. 2008 verbrachte sie ein Studienjahr bei A. K. Dolven an der Kunsthøgskolen i Oslo (Kunsthochschule Oslo).
Parallel zu ihrem Studium in Dresden studierte Denise Winter von 2009 bis 2012 Freie Kunst bei Richard Deacon an der Kunstakademie Düsseldorf. Von 2012 bis 2015 studierte sie Kunstgeschichte an der Ruhr-Universität Bochum.
Bevor sie 2020 als wissenschaftliche Mitarbeiterin die Leitung des Bereichs Bildende Kunst am Musischen Zentrum der Ruhr-Universität Bochum übernahm, unterrichtete sie als Lehrbeauftragte u. a. an der Akademie der Bildenden Künste München, der Hochschule Düsseldorf, der TU Dortmund, der Ruhr-Universität Bochum, der Universität Duisburg-Essen, der Tromsø Art Academy, der NISS Høyskole Oslo und am King Mungkut’s Institute of Technology Bangkok in den Fachrichtungen Bildende Kunst, Lehramt Kunstpädagogik und Pädagogik der frühkindlichen Erziehung, sowie Soziale Arbeit im kulturellen Kontext (Medienpädagogik, ästhetische Bildung für soziale Arbeit, Projekt- und Kulturarbeit).

## Werk
2020 wurde Denise Winter mit dem Leo-Breuer-Förderpreis ausgezeichnet. Zur Begründung schrieb die Jury: „In ihren Werken richtet sie den Blick konsequent konzeptuell auf Landschaft, Stadt und Architektur und transformiert diese in geometrische Formen, Flächen und Strukturen. Die Wandarbeiten, Fotografien, Objekte und Rauminstallationen changieren zwischen der zweiten, dritten und vierten Dimension. Darüber hinaus schreibt sie Gedichte als Vorlage für Schreibmaschinenzeichnungen. Präzise, planvoll und zugleich sinnlich setzt sie sich mit der visuellen Erfahrung von Welt, ihren Formen und Strukturen auseinander.“

## Auszeichnungen und Stipendien (Auswahl)
- 2020: Leo-Breuer-Förderpreis
- 2017: Artist in Residence, Kärsämäki (Finnland)
- 2017: Günter-Drebusch-Preis
- 2017: Nominierung Hans-Purrmann-Förderpreis
- 2015: Nominierung Ars viva Kunstpreis
- 2013: 1. Preis Realisierungswettbewerb, Kunst am Bau im Bundesministerium für Ernährung, Landwirtschaft und Verbraucherschutz, Berlin
- 2013: Atelierstipendium, „ArtLab“ Mixer Gallery, Istanbul, Türkei
- 2010: Caspar-David-Friedrich-Preis
- 2010: Atelierstipendium, Künstlerresidenz in Tromsø, Norwegen
- 2012: Atelierstipendium, Salzamt in Linz, Österreich
- 2012: Minimalismus-Stipendium, Unna
- 2009: Sächsisches Landesstipendium

## Veröffentlichungen (Auswahl)
- raumtasten. 2-teilige Monografie mit Handsiebdruck und Stanzarbeit, Verlag Kettler, Dortmund 2019, ISBN 978-3-86206-769-5.

## Ausstellungen (Auswahl)

### Einzelausstellungen
- 2020: Leo Breuer Preisausstellung, gkg Bonn
- – Übertrag. Mit Hartmut Böhm, Galerie drj art projects, Berlin
- – Landschaft. Ein Fragment. Matjö-Raum für Kunst, Köln
- 2017: Weissbruch. Mit Anette Haas, Galerie Peter Lindner, Wien (Österreich)
- 2016: Weissbruch. Mit Anette Haas, Galerie drj art projects, Berlin
- 2015: Bewegen. Falte, Fragment. Caspar David Friedrich Galerie, Greifswald
- 2013: filetieren.Schnitt. galerie januar, Bochum
- 2011: Shape. Pommersches Landesmuseum, Greifswald

### Gruppenausstellungen
- 2021: HOME! – Das Ruhrgebiet als Wissensspeicher + Produktionsort künstlerischer Arbeit, Teil 2 Beobachtungen, mit Axel Braun, Albert Renger-Patzsch, Tania Reinicke, Hans-Dirk Hotzel, kuratiert von Denis Bury, Kunsthaus Essen[3]
- 2021: Crossing the Dateline. RCAC BKK, Bangkok
- 2020: Tangentiale. Künstlerforum, Bonn
- 2019: Century idee BAUHAUS. Galerie drj art projects, Berlin
- – Köln um halb acht. Temporary Gallery, Köln
- 2018: Out of Office. Städtische Galerie, Bietigheim-Bissingen
- – Tesbihte hata olmaz. Gallery Mixer, Istanbul
- – EVA. King Mungkut’s Institute of Technology, Bangkok (Thailand)
- 2017: Sehen Sie hier. Mit Maren Kames, Literaturhaus Freiburg
- – Auf Augenhöhe. Kunstmuseum Bochum
- – Expanding Photography III. PM Gallery – Meštrović Pavilion, Zagreb (Kroatien)
- – Out of Office. Museum Für Konkrete Kunst, Ingolstadt
- 2016: Xpositions. Paper Positions. Bikini Berlin
- – Positions. Art Fair mit Galerie drj art projects, Berlin
- – Expanding Photography II. Galerija Meno Parkas, Kaunas (Litauen)
- 2015: The Dinner. Performance in Performing the Black Mountain, Hamburger Bahnhof Berlin
- – IdentitätsMetamorphosen. Stadtmuseum Düsseldorf
- – Einknicken oder Kante zeigen? Die Kunst der Faltung II. Kunstraum Alexander Bürkle, Freiburg
- – Expanding Photography. Ausstellungshalle Am Hawerkamp, Münster
- 2014: Einknicken oder Kante zeigen? Die Kunst der Faltung. Museum für Konkrete Kunst Ingolstadt
- – RuhrKunstSzene-FOTOAUGEN. Kunstmuseum Gelsenkirchen
- – 72h Interactions. Eine Weltmeisterschaft für spielbare Architektur, Witten
- 2012: 5x3 2012. Kunstraum Düsseldorf, Düsseldorf
- 2011: Kunstpreis Junger Westen. Kunsthalle Recklinghausen
- 2010: Nordwand. Motorenhalle, Dresden
- – Richtung und Regie des Lichts. Goethe-Institut Damaskus

### Ausstellungskuration
- 2021: konkret KONKRET? Das kalkuliert Unvorhergesehene in der konkreten Kunst. Ausstellung für die Gesellschaft für Kunst und Gestaltung e.V. (gkg) in Bonn.[4]
- 2014: 31KiLO. Eine Artist In Residence und Doppelausstellung türkischer und deutscher Künstler in Istanbul und Dortmund für das Künstlerhaus Dortmund e.V., Konzept und Organisation mit Samira Yildirim, Mehmet Kahraman und Serhat Cacekli.[5]
- 2012: Es ist Zeit für Turnschuhe! Eine Ausstellung zur polnischen Gegenwartskunst im Rahmen des landesweiten Kulturfestivals „Klopsztanga. Polen grenzenlos NRW“ für das Künstlerhaus Dortmund e.V., Konzept und Organisation mit Elly Valk-Verheijen und Marta Sklodowska.[6]
- – Using Photography – Fotografie benutzen. Für das Künstlerhaus Dortmund in Zusammenarbeit mit Kino SweetSixteen und Projektraum Fotografie. Konzept und Organisation mit Gerhard Kurtz.[7]